# Antonio Gabriele Severoli
Antonio Gabriele Severoli (Faenza, 28 de febrer de 1757 – Roma, 8 de setembre de 1824) va ser un cardenal i arquebisbe catòlic italià.

## Biografia
Va néixer a Faenza (Emília-Romanya) el 28 de febrer de 1757 en el si d'una família noble. Va estudiar a l'Acadèmia Pontifícia Eclesiàstica de Roma; Pius VI el va nomenar bisbe de Fano el 23 de d'abril de 1787; i posteriorment Pius VII el va enviar a Viena el 1801 com a nunci apostòlic.
Nomenat bisbe de Viterbo el 1808, però, per voluntat de Metternich va romandre a Viena fins al 1817. El Papa Pius VII el va elevar al Col·legi de Cardenals al consistori de 8 de març de 1816.
Al conclave de 1823 l'emperador d'Àustria Francesc I exercí el dret de veto en contra de la candidatura de Severoli.
Va morir el 8 de setembre de 1824 a l'edat de 67 anys.